# Rhyacophila rhombica
Rhyacophila rhombica är en nattsländeart som beskrevs av Martynov 1935. Rhyacophila rhombica ingår i släktet Rhyacophila och familjen rovnattsländor. Inga underarter finns listade i Catalogue of Life.